# Jávai fütyülőrigó
A jávai fütyülőrigó (Myophonus glaucinus) a madarak osztályának verébalakúak (Passeriformes) rendjébe és a légykapófélék (Muscicapidae) családjába tartozó faj.

## Rendszerezése
A fajt Coenraad Jacob Temminck holland arisztokrata és zoológus írta le 1823-ben, a Pitta nembe Pitta glaucina néven. Használták a Myiophonus glaucinus nevet is.

## Előfordulása
Indonéziához tartozó, Jáva és Bali szigetén honos. Természetes élőhelyei a szubtrópusi vagy trópusi hegyi esőerdők. Állandó, nem vonuló faj.

## Megjelenése
Testhossza 27 centiméter.
|  |

## Természetvédelmi helyzete
Az elterjedési területe még nagy, de folyamatosan csökken és széttöredezik, egyedszáma szintén csökken, de még nem éri el a kritikus szintet. A Természetvédelmi Világszövetség Vörös listáján nem fenyegetett fajként szerepel.